# Murmann Sámuel
Murmann Sámuel (Sopron, 1817. június 3. – Temesvár, 1849. augusztus 25.) az 1848–49-es forradalom és szabadságharc első, soproni mártírja, az 1848-as Soproni Nemzetőrség VII. Líceumi Század parancsnoka.

## Élete
1817. június 6-án keresztelték a soproni evangélikus templomban. Édesapja Christoph Murmann szűcsmester; édesanyja Elisabeth von Halasy. A kis Sámuel polgári  származású, német ajkú. 1830 és 1832 között az evangélikus líceum diákja volt, majd a bécsi műszaki főiskolán végzett.
1835-től közvitéz, 1846-tól főhadnagy a 2. (Hannover) huszárezrednél. 1848 kora tavaszán ideiglenesen nyugállományba helyezték. 1848. július 9-étől Sopronban Calm főparancsnok helyettese volt főhadnagyi rangban. Calm szeptember 20-ai távozása után Sopron város és környéke ideiglenes főparancsnoka lett. November 4-én tisztségéről lemondott, de helyén maradt december 2-áig. Ezután távozottk Sopronból. December 13-ától Arad megye és Arad város nemzetőr őrnagya. Részt vett a bánáti harcokban. A császáriak az 1849. augusztus 9-ei temesvári csata után elfogták. Augusztus 25-én rögtönítélő bíróság elé állították és kivégezték.

## Emlékezete
A Murmann Sámuel és az 1848-as Soproni Nemzetőrség VII. Líceumi Századának tiszteletére Kutas László alkotta emléktábla a Soproni Evangélikus Líceum falán található. 1998. március 15-én avatták.